# Cratere Kumpara
Kumpara è un cratere sulla superficie di Rea.